# 이질균
이질균(痢疾菌, 학명: Shigella)은 그람염색 음성의 막대모양 세균의 속(genus)으로 운동성이 없고 포자를 형성하지 않는다. 대장균과 살모넬라균과 밀접한 연관이 있다. 장내세균과에 속한다. 사람에게 이질을 일으키는 원인균으로, 다른 영장류에게도 일으키지만 다른 포유류에는 일으키지 않는다. 발견자는 시가 기요시다.

## 하위 분류
- Serogroup A: Shigella dysenteriae (12개의 혈청형있음)
- Serogroup B: Shigella flexneri (6개, 혈청형)
- Serogroup C: Shigella boydii (23개, 혈청형)
- Serogroup D: Shigella sonnei (1개 혈청형)

Serogroup A~C까지 생리적으로 유사하며 S. sonnei (group D)는 생화학적 대사 조립에서 분화할 수 있다. 세 그룹의 이질균이 이질의 주된 원인균이 된다. S. flexneri은 가장 자주 검출되는 이질균으로 개발도상국에서 발병하는 이질의 60% 정도를 차지한다. S. sonnei는 선진국에서 발병하는 이질의 77%에서 검출되지만 개발도상국에서 발병하는 이질에서는 15% 정도를 차지한다. S. dysenteriae는 난민촌 등지에서 발생하는 이질의 원인균으로 종종 검출된다.

## 병리
이질균 감염은 섭취를 통해 이루어진다(분변-구강오염). 숙주의 나이나 상태에 따라 감염여부가 달라지지만 단 열 개의 세균으로도 감염을 일으키기에 충분하다. 이질균은 이질을 일으키는데 맹장, 직장의 장점막 상피세포를 파괴하기 때문이다. 몇몇 균주는 내독소와 시가 톡신을 생산하는데 마치 O157균(대장균 O157:H7)의 베로 독소와 유사하다. 시가 톡신과 베로 독소 모두 용혈성 요독 증후군을 일으키는 것과 관련되어 있다.
이질균은 소장 상피세포를 통해 숙주에게 침입한다. 마치 생화학적 주사기라 할 수 있는 제3형 분비체계를 통해 이 세균은 Ipa 단백질을 세포에 주입하여 침입을 개시한다. 결과적으로 공포막(空胞幕)이 용해된다. 이 세균은 IcsA가 촉발하는 액틴 중합화를 이용해 운동성을 얻는다. 이는 마치 로켓추진처럼 세포와 세포로 퍼져나가는 것이다.
가장 흔한 증상은 설사, 발열, 욕지기, 구토, 위경련, 장운동시 힘쓰기 등이다. 대변에는 혈액, 점액, 혹은 고름(예 : 이질) 등이 있을 수 있다. 드문 증례이지만 어떤 어린이의 경우 간질발작을 일으킨 적이 있다. 증상이 나타나는데 1주까지 걸릴 수 있다. 하지만 대부분 균 섭취후 2일에서 4일째에 증상이 나타난다. 증상은 보통 며칠간 지속되지만 수주간 지속될 수도 있다. 이질균은 반응성 관절염(reactive arthritis)을 일으키는 여러 균중 하나일 것으로 추측된다.
심한 이질은 암피실린, 트리메토프림/설파메톡사졸, 퀴놀론계(시프로플록사신 같은) 항생제로 치료될 수 있다.

## 같이 보기
- 장염
- 임질